# أندري ديمتشينكو
أندري ديمتشينكو (بالروسية: Андрей Сергеевич Демченко)‏ هو لاعب كرة قدم روسي في مركز الدفاع، ولد في 1 يوليو 1993 في روستوف على نهر الدون في روسيا. لعب مع نادي روستوف.